# 1257 dans les croisades
- Mamelouks :  Chajar ad-Durr, Al-Muizz Izz ad-Dîn Aybak, Al-Mansur Nur ad-Dîn Ali ben Aybak

Cette page regroupe les évènements concernant les Croisades qui sont survenus en 1257 :
- 11 avril : Aybak, premier sultan mamelouk d'Égypte, est assassiné[1].